# La Harpe (Kansas)
La Harpe è un centro abitato (city) degli Stati Uniti d'America, situato nella Contea di Allen, nello Stato del Kansas. In una stima del 2006 la popolazione era di 665 abitanti. L'insediamento è stato fondato nel 1881.

## Geografia fisica
Secondo i rilevamenti dell'United States Census Bureau, la località di La Harpe si estende su una superficie di 2,2 km², tutti occupati da terre.

## Popolazione
Secondo il censimento del 2000, a La Harpe vivevano 706 persone, ed erano presenti 191 gruppi familiari. La densità di popolazione era di 317,0 ab./km². Nel territorio comunale si trovavano 298 unità edificate. Per quanto riguarda la composizione etnica degli abitanti, il 93,77% era bianco, lo 0,99% era afroamericano, il 2,12% era nativo e il 3,12% apparteneva a due o più razze. La popolazione di ogni razza ispanica corrispondeva allo 0,85% degli abitanti.
Per quanto riguarda la suddivisione della popolazione in fasce d'età, il 28,6% era al di sotto dei 18, il 9,8% fra i 18 e i 24, il 29,6% fra i 25 e i 44, il 21,4% fra i 45 e i 64, mentre infine il 10,6% era al di sopra dei 65 anni di età. L'età media della popolazione era di 34 anni. Per ogni 100 donne residenti vivevano 103,5 uomini.